# 信州中野小野りんご園

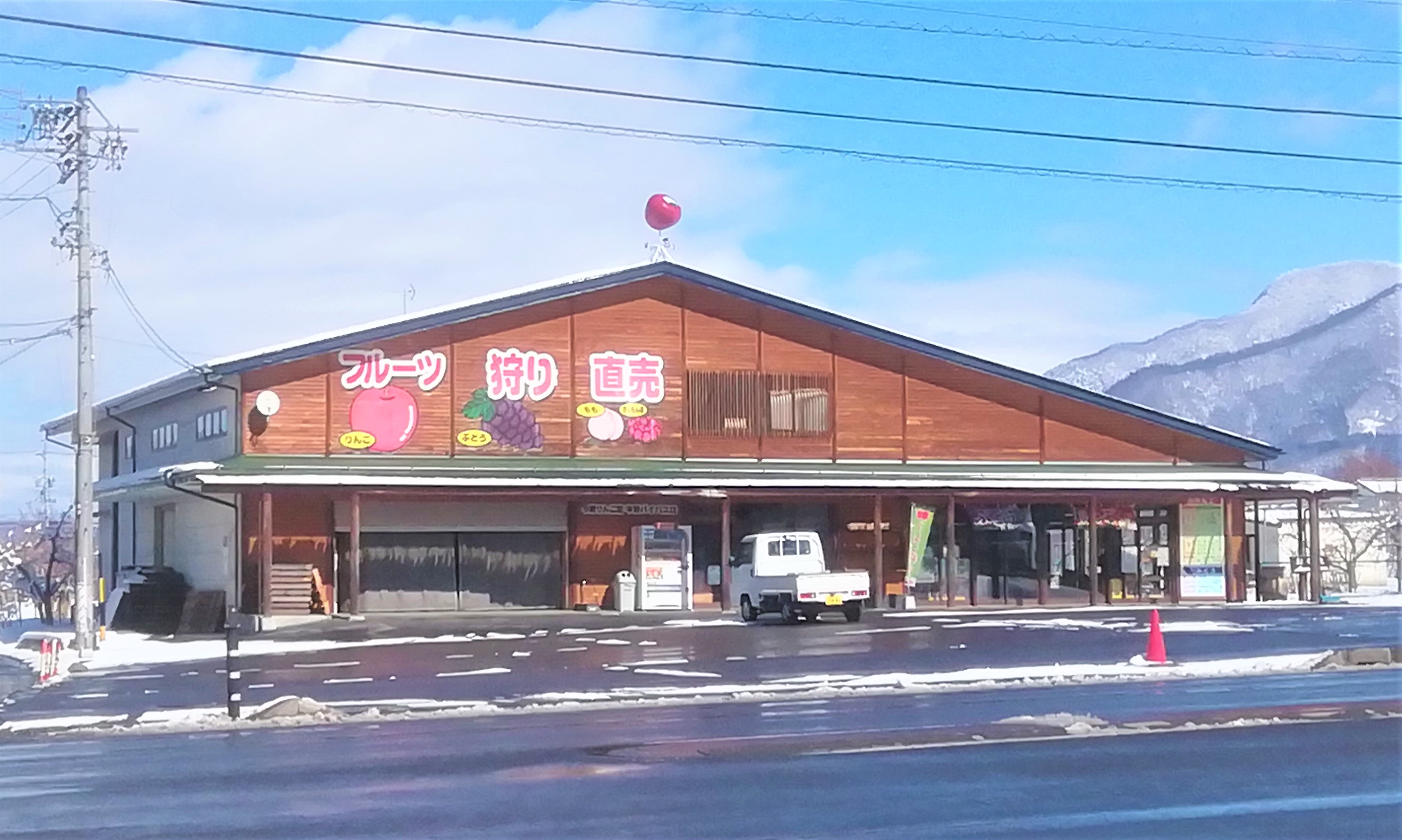
信州中野 小野りんご園バイパス店

信州中野小野りんご園（しんしゅうなかのおのりんごえん）は、長野県中野市にあるくだもの狩りの出来る観光農園。

## 概要
- フルーツ販売・果物狩り、お土産があり発送も行っている。[3]

## 店舗情報

### 本店

#### 住所
長野県中野市吉田１２２３

#### 営業時間
8：30〜17：00

#### 営業期間
６月上旬〜６月下旬（さくらんぼ狩り期間中）
９月上旬〜１０月上旬（ぶどう狩り期間中）
（りんご狩りは、バイパス店）

#### アクセツ
上信越自動車道信州中野I.Cから約5km（車で約10分）
長野電鉄・信州中野駅から徒歩約10分
中野松川駅から徒歩約5分

### バイパス店

#### 住所
長野県中野市吉田５３９−４

#### 営業時間
8：30〜17：00

#### 営業期間
８月上旬〜翌３月末（くだもの直売）
９月上旬〜１１月下旬（りんご狩り期間中）

#### アクセス
上信越自動車道信州中野I.Cから約4.5km（車で約５分）

## 周辺
- 一本木公園
- 信州中野銅石版画ミュージアム
- 晋平の里間山温泉公園「ぽんぽこの湯」
- 長嶺温泉
- 中山晋平記念館
- 日本土人形資料館